# Wetherillita
La wetherillita és un mineral anomenat així per John Wetherill i George W. Wetherill. És un mineral molt soluble en aigua freda.

## Estructura
Aquesta espècie mineral presenta un nou tipus d'estructura i una combinació única d'elements. L'estequiometria i el nivell d'hidratació són similars a la bobcookita, mineral amb el que es troba estretament relacionat.
L'estructura de la wetherillita presenta capes de (UO₂)(SO₄)2(H₂O) paral·leles a {100} (en la bobcookita es troben cadenes d'igual composició), i cadenes de poliedres de NaO₅(H₂O). Aquestes cadenes uneixen les capes amb els uranis adjacents per a formar un conjunt de 3 capes dèbilment unides.

## Característiques
La wetherillita és un element químic de fórmula química Na₂Mg(UO₂)₂(SO₄)₄(H₂O)₁₄·4H₂O. Cristal·litza en el sistema monoclínic. La seva duresa a l'escala de Mohs és 2.

## Formació i jaciments
Apareix formant eflorescències o crostes en parets de mina; derivada de l'oxidació de minerals primaris (uraninita, pirita, calcopirita, bornita i covellina) en ambients subterranis relativament humits. S'ha descrit associada a bobcookita, boyleïta, calcantita, dietrichita, guix, hexahidrita, johannita, pickeringita i rozenita.